# Jurgieliszki (rejon ignaliński)
Jurgieliszki (lit. Jurgeliškė) – wieś na Litwie, w okręgu uciańskim, w rejonie ignalińskim, w gminie Daugieliszki Nowe.

## Historia
W czasach zaborów zaścianek w gminie Daugieliszki, w powiecie święciańskim, w guberni wileńskiej Imperium Rosyjskiego. W 1866 roku miał 31 mieszkańców w 2 domach. W 1905 roku wymieniono dwa zaścianki. Pierwszy liczył 12 mieszkańców, 34 dziesięciny; drugi liczył 8 mieszkańców, 8 dziesięcin, własność Światopełk-Mirskieggo.
W dwudziestoleciu międzywojennym wieś leżała w Polsce, w województwie wileńskim, w powiecie święciańskim, w gminie Daugieliszki.
W 1931 w 6 domach zamieszkiwały 32 osoby.
Miejscowość należała do parafii rzymskokatolickiej w Daugieliszkach i prawosławnej w Michałowie. Podlegała pod Sąd Grodzki w Święcianach i Okręgowy w Wilnie; właściwy urząd pocztowy mieścił się w Daugieliszkach.